# Marija Aleksandrova
Marija Aleksandrovna Aleksandrova (ryska: Мари́я Алекса́ндровна Алекса́ндрова), född 20 juli 1978 i Moskva, är en rysk ballerina.
I juni 1997 vann Aleksandrova guldmedaljen vid Moscow International Ballet Competition. Vid denna balettävling dansade hon flera klassiska och moderna nummer. Vid första omgången dansade hon Gamsattis variation ur La Bayadère och Swanhilda i Coppélia. Under den andra omgången valde hon rollen Masha i Nötknäpparen, Esmeraldas solodans samt det moderna numret Tutu. Hon säkrade segern genom att framföra Odiles solodans ur Svansjön.
Senare samma år anställdes hon vid Bolsjojbaletten där hon tränades av Marina Semjonova och Tatiana Golikova. 2004 utnämndes hon till prima ballerina.